# Gustave Fischweiler
Gustave Fischweiler, né à Saint-Servais (Namur) le 18 décembre 1911 et décédé en 1990, est un sculpteur, médailleur et artiste peintre belge.
Il s'est fait principalement connaître par sa production de médailleur. Il pratiqua également la peinture sur chevalet.

## Formation
Après avoir reçu une première formation à l'Académie de Namur sous Désiré Hubin et Henry Bodart, à la suite de l'installation de ses parents à Schaerbeek en 1929, il s'inscrivit à l'Académie royale des beaux-arts de Bruxelles où il suivit les cours d'Égide Rombaux de Victor Rousseau et Privat-Livemont.
En 1937, il reçut le prix triennal de sculpture de l'Académie des beaux-arts de Bruxelles.

## Œuvre dans l'espace public

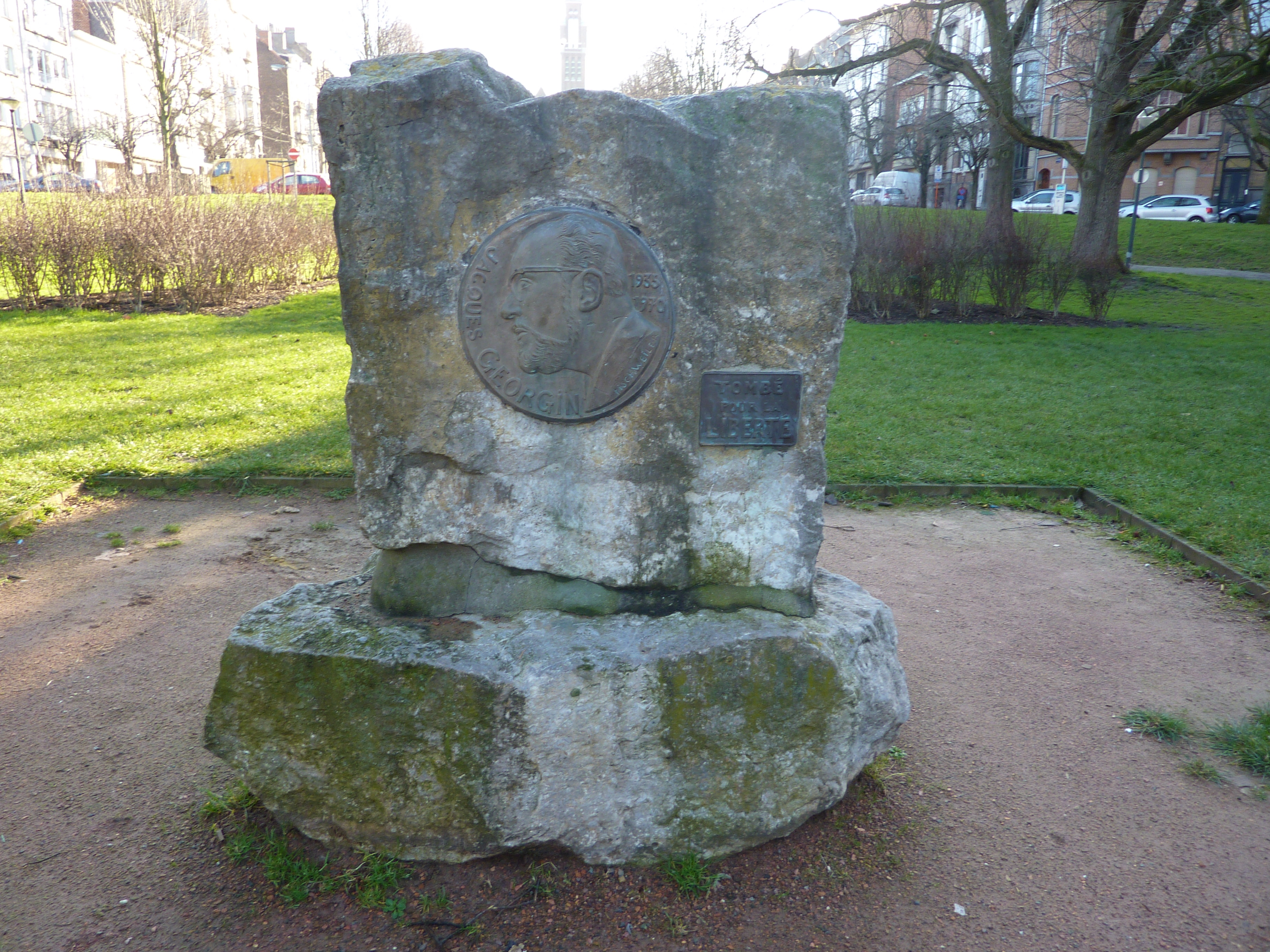
Stèle Jacques Georgin par Gustave Fischweiler, avenue Huart Hamoir à Schaerbeek.

- Médaillon en bronze, placé le 12 septembre 1964 sur le monument à la mémoire des victimes de la Première Guerre mondiale, au Rond-point du Souverain à Auderghem (Bruxelles) avec les effigies d’Albert Ier et de Léopold III, chefs d'armée en 1914-1918 et en 1940.